# Ángel Luis Fernández
Ángel Luis Fernández Serrano (Puertollano, Ciudad Real, España, 26 de febrero de 1970) es un exfutbolista español que se desempeñaba como centrocampista.

## Clubes
| Club                       | País   | Año       |
| -------------------------- | ------ | --------- |
| C. E. L'Hospitalet         | España | 1987-1991 |
| R. C. D. Español           | España | 1991-1994 |
| R. C. D. Mallorca          | España | 1994-1995 |
| C. P. Mérida               | España | 1995-1996 |
| U. E. Lleida               | España | 1996-1997 |
| Villarreal C. F.           | España | 1997-1999 |
| C. D. Logroñés             | España | 1999-2000 |
| Mérida U. D.               | España | 2000-2001 |
| C. E. L'Hospitalet         | España | 2001-2003 |
| C. F. Vilanova i la Geltrú | España | 2003      |
| U. E. Sant Andreu          | España | 2003-2004 |